# Дейна (Іллінойс)
Дейна (англ. Dana) — селище (англ. village) в США, в окрузі Ла-Салл штату Іллінойс. Населення — 162 особи (2020).

## Географія
Дейна розташована за координатами 40°57′23″ пн. ш. 88°57′0″ зх. д. / 40.95639° пн. ш. 88.95000° зх. д. (40.956508, -88.949973).  За даними Бюро перепису населення США в 2010 році селище мало площу 0,57 км², уся площа — суходіл.

## Демографія
Згідно з переписом 2010 року, у селищі мешкало 159 осіб у 62 домогосподарствах у складі 43 родин. Густота населення становила 279 осіб/км².  Було 73 помешкання (128/км²).
Расовий склад населення:
| - 96,2 % — білих - 1,3 % — чорних або афроамериканців |

До двох чи більше рас належало 1,9 %. Частка іспаномовних становила 1,3 % від усіх жителів.
За віковим діапазоном населення розподілялося таким чином: 26,4 % — особи молодші 18 років, 64,8 % — особи у віці 18—64 років, 8,8 % — особи у віці 65 років та старші. Медіана віку мешканця становила 37,5 року. На 100 осіб жіночої статі у селищі припадало 103,8 чоловіків;  на 100 жінок у віці від 18 років та старших — 105,3 чоловіків також старших 18 років.
Середній дохід на одне домашнє господарство  становив 46 633 долари США (медіана — 31 875), а середній дохід на одну сім'ю — 54 085 доларів (медіана — 43 125). За межею бідності перебувало 50,8 % осіб, у тому числі 68,4 % дітей у віці до 18 років та 26,3 % осіб у віці 65 років та старших.
Цивільне працевлаштоване населення становило 54 особи. Основні галузі зайнятості: мистецтво, розваги та відпочинок — 27,8 %, роздрібна торгівля — 13,0 %, транспорт — 7,4 %, публічна адміністрація — 7,4 %.